# 球來就打
《球來就打》（英語：Viva Baseball）是一部關於棒球的台灣電影。而這片名更是依照陳金鋒的一句名言「球來就打」而來的。
本片耗資新台幣五千萬元，內容描述中華職棒簽賭、打假球的現象，因而讓不少人聯想到15年前時報鷹球員廖敏雄遭中華職棒終身禁賽而在之後轉戰到學校教球的事件。本片中有中華職棒球星陳金鋒、林智勝、彭政閔、周思齊等客串演出。

## 故事簡介
一個因為涉嫌打假球被職棒界禁賽的棒球明星「烏米」黃清海（黃少祺飾），轉而在夜市賣雞排維生。在前輩博仔（洪都拉斯）引介下，烏米來到台中青屯高中擔任球隊教練，然而校長趙通和（鄧安寧飾）卻只想藉球隊詐領政府鼓勵台海兩岸交流的球隊補助經費。
一名叫Nancy的女生假裝政府官員來青屯棒球隊視察，但她其實只是一個從美國回來的球迷。Nancy以金錢贊助獲得青屯高中球隊的領隊職位，唯一的目的就是要把烏米趕出台灣的棒球界。
原來，烏米曾經給了罹患紅斑性狼瘡的小Nancy求生的意志，和永遠守護棒球的誓言。但後來，烏米也徹底摧毁了他在Nancy心目中的英雄形象。
烏米帶這支雜牌球隊比賽，故意愛贏不贏的；他之所以不願帶領球隊贏球，其實有他的苦衷。烏米很清楚，在幕後給予趙校長金援的是角頭Bada老大（楊烈飾）。Bada老大向烏米施壓，希望打造出一支實力堅強的球隊以便操控賭盤，使得烏米夾在黑道壓力和小球員的未來發展之間。
Nancy的單純與熱情，終於感動了烏米。烏米用紮實的棒球技能，把青屯高中棒球隊訓練成一支令人刮目相看的棒球強隊，在連勝數場之後，爭奪全國青棒聯賽的冠軍。烏米心中很清楚，他必須經由這個救贖的過程，重新找回自己人生的價值。決賽前夕，Bada老大卻要他在冠軍賽故意打輸。
十多年前，烏米背棄了對棒球的忠誠。但是今天，為了Nancy，為了給他重生機會的青屯高中棒球隊，烏米下定決心要為棒球而戰。

## 演員表

### 青屯高中棒球隊
| 演員   | 角色   | 位置     | 備註 |
| 黃少祺 | 黃清海 | 總教練   | 男主角，綽號為「烏米」。 曾經是棒球界的明日之星，卻因涉及假球事件被驅逐出棒球界，後轉而賣雞排維生。 窮困之際，在前輩博仔推薦下，來到台中青屯高中擔任球隊教練。 一開始以要贏不贏的態度教球，不僅潰散球隊士氣，更是讓背後贊助球隊的金主Bada心生不滿。 在與球隊及Nancy的磨合期中，領悟了許多事，也深感自己的不成熟。 劇尾時，青屯進入最後的冠軍賽，Bada卻提出故意輸球的要求，使得烏米陷入「信念」與「現實」兩難之間。 最後，他以自殘方式換取時間及生命，所幸最後Bada被River幹掉，撿回一命。 半年後，他與Nancy和博仔再度轉戰另一所高中，繼續燃燒他心中那永不熄滅的棒球之火。  |
| 周采詩 | Nancy  | 領 隊    | 女主角，自稱「瘋狗」。 陰錯陽差地被青屯高中當成政府派來視察的官員，然而卻只是個偽造文書的女球迷。 家境闊綽的她以金錢贊助獲得青屯高中球隊的領隊職位，唯一目的就是要把烏米趕出台灣的棒球界。 實際上，她小時候曾是黃清海的球迷，在因紅斑性狼瘡住院治療期間，受到黃清海的鼓勵而努力活著。 不料之後，黃清海涉入假球案，斷送自己棒球生涯，也讓她心中英雄的地位一夕毀滅。 成為青屯領隊後，投注於棒球的熱情，喚醒了黃清海內心深處對於棒球的初衷及熱愛。 和黃清海日久生情，她的觀念與執著也改變了黃清海的想法，使得他有勇氣反抗Bada的暴力脅迫。 冠軍賽時，與阿宗師帶領著青屯奮戰。 |
| 都拉斯 | 博 仔  | 投手教練 | 黃清海當年在隊上信任的前輩，但背後卻是讓烏米陷入夢魘的兇手。 被逐出棒球界的多年後，引薦烏米進入甫成軍的青屯高中棒球隊教球。 被Bada指派為青屯投手教練，好做出操控比賽勝負的指令。 最後，決心與烏米站在同一陣線對抗Bada老大。 |
| 張芯瑜 | 小 悠  | 經 理    | 青屯高中棒球隊的球隊經理，個性較兇悍。 與Mori為情侶，還曾為了讓Mori專心練滑球，搞得全身都傷。 |
| 盧學叡 | 黃以樂 | 三壘手   | 青屯棒球隊的隊長及第四棒，綽號阿樂，父親為當地議員。 一度懷疑黃清海再度於比賽中放水，而回報領隊。 最後，認同了黃清海的信念與對棒球的堅持，並帶領球隊進入冠軍賽。 |
| 陽 光  | Speedo | 二壘手   | 青屯棒球隊的隊員，也是陣中的盜壘王。 個性開朗海派，能帶動隊上的氣氛。 |
| 吳東諺 | 陳景森 | 投 手    | 青屯棒球隊的隊員，綽號為Mori。 與球隊經理小悠是一對情侶。 曾被博仔點出投球缺乏霸氣的缺點。 |
| 李浩修 | 李建剛 | 投 手    | 青屯棒球隊的隊員，綽號小剛。 個性隨興，總帶著耳機聽音樂。 名字由中國棒球聯賽天津雄獅隊球員呂建剛變化而來。 |
| 李書豪 | 劉鳳連 | 游擊手   | 青屯棒球隊的隊員，綽號小鳳，守備位置是游擊手 在功夫學校長大，個性天真、搞笑。 名字由中國棒球聯賽天津雄獅隊球員侯鳳連變化而來。 |
| 王盈凱 | 田中凱 | 捕 手    | 青屯棒球隊的隊員，綽號為紅面，為台日混血。 家裡自營的居酒屋曾被白目仔帶頭砸店。 |
| 張柏舟 | 阿宗師 | 指導員   | 青屯棒球隊的義務指導員，也是熱心的里長伯。 在隊中有著和事佬及穩定軍心的作用，也能對場上球員適時下達暗號。 |

#### 青屯高中．相關
| 演員   | 角色   | 備註 |
| 鄧安寧 | 趙通和 | 青屯高中的校長。 讓黃清海成為教練的目的，在於球隊有個名目可以向政府申請兩岸棒球交流的贊助經費。 與角頭Bada關係甚為密切。 |
| 賈宗超 | 超 哥  | 小鳳及小剛的經紀人，亦為小鳳表哥。 原認為帶兩人來到青屯只是玩票性質，最後因小鳳小剛全心投入比賽，而打消回大陸的念頭。    |
| 黎 開  | 喇叭仔 | 青屯高中的一人啦啦隊，老愛挖苦青屯球員。 擅長吹奏小喇叭。                                                                |

### Bada
| 演員   | 角色   | 備註 |
| 楊 烈  | Bada   | 台中角頭老大，當年指使烏米打假球的幕後黑手。 與趙校長暗中勾結，讓青屯高中輸球賺取暴利賭金，逼迫烏米在比賽中放水。 最後被River看不慣其作為而刺殺他，下場悽慘。                               |
| 張 翰  | River  | Bada老大的手下，是個棒球狂。 座右銘為「野球對你來說是小事，但是對我而言卻是搏性命。」 劇情結尾時，因看不下去Bada的作為（汙辱球賽），以撞球桿捅死了老大，也讓烏米和博仔免於一死。 最終入獄。 |
| 李祐誠 | 白目仔 | River底下的小混混帶頭，金髮。 曾帶人砸了紅面家的居酒屋，及殺死Power用以警告烏米要「聽話」。 後被暴怒的烏米及博仔拿球棒將其一行人打得七葷八素。                                              |

### 客串
| 演員   | 角色     | 備註                                                       |
| 陳金鋒 | 陳金鋒   | 青屯高中球員於桃園球場看球時，在廁所遇到正在洗手的陳金鋒。 |
| 于台煙 | Nancy媽  | 總在相親場合出現。                                         |
| 于美人 | 政府官員 | 只在乎須花多少預算的官員。                                 |
| 瀨上剛 | 紅面爸   | 居酒屋老闆，紅面的父親。                                   |
| 阿 飛  | 阿樂爸   | 議員，知情青屯背後的真相。                                 |
| 徐展元 | 徐展元   | 青屯對西苑冠軍賽的緯來體育台主播。                         |
| 鍾重彩 | 鍾重彩   | 青屯對西苑冠軍賽的緯來體育台球評。                         |
|        |          | 於劇情中僅有以聲音播報球賽內容，無實際演出。               |

## 拍片場景
全片實景70%在台中市拍攝，片中棒球場景有台中體院棒球場、櫻花棒球場、東山高中棒球場、全台設備最新進的台中洲際棒球場，導演更特別以特效技術建立3D模組，打造壯觀熱血的棒球場景。其他台中知名地標包含一中夜市、圓滿劇場、台中公園、高美濕地等，都在片中一覽無遺。此外，臺中市政府也給予該片860萬元輔導金及拍攝支援。

## 外部連結
- 球來就打台灣官方網站（繁體中文）
- 《球來就打》的Facebook專頁
- Yahoo奇摩電影上《球來就打》的資料（繁體中文）
- MSN娛樂上《球來就打》的資料（繁體中文）

- 開眼電影網上《球來就打》的資料（繁體中文）
- 豆瓣电影上《球來就打》的資料 （简体中文）
- 时光网上《球來就打》的資料（简体中文）
- 香港影庫上《球來就打》的資料（繁體中文）
- 互联网电影数据库（IMDb）上《球來就打》的资料（英文）